# Boubacar Moungoro
Boubacar Moungoro, né le 22 septembre 1994, à Bamako, au Mali, est un joueur malien ayant la nationalité française, de basket-ball. Il évolue au poste d'arrière. 

## Palmarès
- Finaliste du championnat d'Afrique -16 ans 2009